# Gustav Johann Alexander Tetzlaff
Gustav Johann Alexander Tetzlaff (* 9. Mai 1838 in Czarnikau; † 25. März 1913 in Berlin-Steglitz) war ein deutscher Reichsgerichtsrat.

## Leben
Tetzlaff wurde 1858 auf den preußischen Landesherrn vereidigt. 1867 wurde er Kreisrichter (und war u. a. in Marienwerder 1870) und 1876 wurde er Kreisgerichtsrat. 1879 ernannte man ihn zum Landgerichtsrat und 1882 zum Oberlandesgerichtsrat. 1892 kam er an das Reichsgericht. Er war im IV. Zivilsenat tätig. 1900 trat er in den Ruhestand.

## Quelle
- Adolf Lobe: Fünfzig Jahre Reichsgericht am 1. Oktober 1929, Berlin 1929, S. 362.